# MasterChef Portugal (5.ª temporada)
MasterChef Portugal é a versão do talent show de culinária MasterChef da BBC adaptado para Portugal. Esta foi a 5.ª edição produzida em Portugal e a 2.ª pela RTP. O Chef Vítor Sobral, a Chef Marlene Vieira e o Chef Óscar Geadas são os jurados do programa. Este foi exibido aos sábados à noite.

## Concorrentes
Felicia Daniluc
A Felicia tem 35 anos, é natural da Moldávia, e vive em Cascais com o namorado.
Tânia Amor
A Tânia tem 40 anos, vive em Lisboa com o marido e os filhos, e é maquilhadora.
Gonçalo Rodrigues
O Gonçalo tem 30 anos, é formado em Marketing, e trabalha como web designer e tradutor.
António Duarte
O António tem 51 anos, vive em Braga com a namorada e com o cão Mike, e trabalha como Técnico de Telecomunicações.
Maria Fernanda Magalhães
A Fernanda tem 56 anos, vive em Guimarães, é casada, tem três filhos e já é avó. É uma mulher do Norte, sem papas na língua e muito focada nos seus objetivos.
Telmo Martins
O Telmo 36 anos e vive Covilhã com a namorada. Estudou Ciências Políticas e Relações Internacionais, e foi DJ, mas atualmente está a criar um negócio de importação e consultoria automóvel.
Bia Baeta
A Bia tem 33 anos, vive em Sesimbra, trabalha como empregada de mesa, e não gosta de perder nem a feijões.
Francisco Laires
O Francisco tem 35 anos, e vive na Amadora com a namorada. É formado em Desporto e Personal Trainer há 7 anos.
Camila Xavier
A Camila tem 24 anos, é natural do Recife, e vive em Lisboa com o namorado. Veio para Portugal para estudar Direito e atualmente trabalha para uma empresa francesa, na área de resolução de conflitos.
Teresa Colaço
A Teresa tem 32 anos, nasceu e cresceu no Algarve, mas vive em Lisboa com o marido e com os dois filhos. É licenciada em terapia da fala, mas desde que descobriu a cozinha macrobiótica tudo mudou na sua vida.
Mafalda Sena
A Mafalda tem 31 anos, e vive em Almada com o namorado, que recentemente a pediu em casamento.
David Vitorino
O David tem 34 anos e é eletricista. Vive com a esposa – com quem casou 4 dias antes de entrar no MasterChef – e com o filho de 7 meses num monte, em Santiago do Cacém, onde se dedica diariamente aos animais, cultivo agrícola e fermentação e produção de cerveja artesanal.
Lucina Almeida
A Lucina vive na Gafanha da Nazaré, e tem 47 anos.
Petra Gama
A Petra tem 46 anos, é angolana, e vive em Vila Franca de Xira com o namorado. Em Angola era apresentadora de televisão, e é sócia de um negócio de família de catering e organização de eventos.
Sandra Moreira
A Sandra tem 43 anos, vive no Porto com o marido, e é Enfermeira. Nasceu em França onde viveu até aos 12 e ganhou gosto por pastelaria, que é a sua grande paixão na cozinha.
João Ribeiro
O João tem 43 anos, é natural de Martingança, no concelho de Alcobaça, mas vive em Lisboa, onde trabalha como Médico Infeciologista, e especialista em Medicina no Trabalho.
Alberto Castrillón
O Alberto tem 43 anos e vive em Lisboa com o namorado. Nasceu e cresceu numa aldeia na Colômbia, onde teve uma infância difícil. Sempre viu a mãe fazer muito com pouco e, talvez, por isso o seu interesse pela cozinha se tenha desenvolvido.

## Eliminação
Cada desafio é dividido em 3 fases, porque cada desafio tem 3 provas: a prova da Caixa Mistério ou de Alfinete Dourado, o desafio em equipa e a prova de eliminação, respetivamente representados na tabela a seguir.
| Teresa    | X | E.P. | X |   |   | X | E.P. | X | X | E.P. | X | X | E.V. |   | X | E.P. | X | X | E.V. |   | X |   |                       |                       | X                     | X                     |                       |                       |                       | E.P.                  | X                     | X                      | E.V.                   |                        | X                      | E.V.                   |                        | X                      | E.P.                   | X                      | X                      | X                      | X                      | X                      | X                      | 1º Lugar               |                        |                       |                       |                       |                       |                       |                       |                       |                       |                       |                       |                       |                       |                       |                       |                       |
| David     | X | E.P. | X | X |   | X | E.V. |   | X | E.P. | X | X | E.P. | X | X | E.P. | X | X | E.V. |   | X |   |                       |                       | X                     | X                     |                       |                       |                       | E.P.                  | X                     | X                      | E.V.                   |                        | X                      | E.V.                   | X                      | X                      | E.V.                   |                        | X                      | X                      | X                      | X                      |                        | 2º Lugar               |                        |                       |                       |                       |                       |                       |                       |                       |                       |                       |                       |                       |                       |                       |                       |                       |
| Tânia     | X | E.P. | X | X | X | X | E.P. | X | X | E.P. | X | X | E.V. |   | X | E.V. |   | X | E.P. |   | X |   |                       | X                     | X                     | X                     |                       | X                     |                       | E.V.                  |                       | X                      | E.P.                   | X                      | X                      | E.P.                   | X                      | X                      | E.V.                   |                        | X                      | X                      |                        | X                      | X                      | 3º Lugar               |                        |                       |                       |                       |                       |                       |                       |                       |                       |                       |                       |                       |                       |                       |                       |                       |
| Fernanda  | X | E.V. |   |   |   | X | E.P. | X | X | E.P. | X | X | E.P. | X | X | E.V. |   | X | E.P. | X | X |   |                       |                       | X                     | X                     |                       |                       |                       | E.V.                  |                       | X                      | E.V.                   |                        | X                      | E.P.                   | X                      | X                      | E.P.                   | X                      | X                      | X                      | X                      | X                      | X                      | 4º Lugar               |                        |                       |                       |                       |                       |                       |                       |                       |                       |                       |                       |                       |                       |                       |                       |                       |
| Mafalda   | X | E.P. | X |   |   | X | E.V. |   | X | E.V. |   | X | E.P. | X | X | E.P. | X |   |      |   |   | X | X                     | X                     | X                     | X                     | X                     | X                     |                       | E.V.                  |                       | X                      | E.V.                   |                        | X                      | E.P.                   | X                      | X                      | E.P.                   | X                      | X                      | X                      | X                      | Elim. no 14.º Episódio | Elim. no 14.º Episódio | Elim. no 14.º Episódio | Elim. no 14.º Episódio |                       |                       |                       |                       |                       |                       |                       |                       |                       |                       |                       |                       |                       |                       |                       |
| João      | X | E.P. | X |   |   | X | E.V. |   | X | E.P. | X | X | E.V. |   | X | E.P. | X | X | E.V. |   | X |   |                       | X                     | X                     | X                     | X                     |                       |                       | E.P.                  | X                     | X                      | E.P.                   | X                      | X                      | X                      | X                      | X                      | E.P.                   | X                      | Elim. no 13.º Episódio | Elim. no 13.º Episódio | Elim. no 13.º Episódio | Elim. no 13.º Episódio | Elim. no 13.º Episódio | Elim. no 13.º Episódio | Elim. no 13.º Episódio |                       |                       |                       |                       |                       |                       |                       |                       |                       |                       |                       |                       |                       |                       |                       |
| Bia       | X | E.P. | X |   |   | X | E.V. |   | X | E.V. |   | X | E.V. | X | X | E.P. | X | X | E.P. |   | X |   |                       |                       | X                     | X                     | X                     |                       | X                     | E.P.                  |                       | X                      | E.P.                   | X                      | X                      | E.V.                   | X                      | Elim. no 12.º Episódio | Elim. no 12.º Episódio | Elim. no 12.º Episódio | Elim. no 12.º Episódio | Elim. no 12.º Episódio | Elim. no 12.º Episódio | Elim. no 12.º Episódio | Elim. no 12.º Episódio | Elim. no 12.º Episódio | Elim. no 12.º Episódio |                       |                       |                       |                       |                       |                       |                       |                       |                       |                       |                       |                       |                       |                       |                       |
| Lucina    | X | E.V. |   |   |   | X | E.V. |   | X | E.V. |   | X | E.P. | X | X | E.V. | X | X | E.P. |   | X |   |                       |                       | X                     | X                     |                       |                       |                       | E.V.                  |                       | X                      | E.P.                   | X                      | Elim. no 11.º Episódio | Elim. no 11.º Episódio | Elim. no 11.º Episódio | Elim. no 11.º Episódio | Elim. no 11.º Episódio | Elim. no 11.º Episódio | Elim. no 11.º Episódio | Elim. no 11.º Episódio | Elim. no 11.º Episódio | Elim. no 11.º Episódio | Elim. no 11.º Episódio | Elim. no 11.º Episódio | Elim. no 11.º Episódio |                       |                       |                       |                       |                       |                       |                       |                       |                       |                       |                       |                       |                       |                       |                       |
| Camila    | X | E.P. | X | X |   | X | E.P. | X | X | E.P. | X | X | E.V. |   | X | E.P. | X | X | E.V. |   | X |   |                       |                       | X                     | X                     |                       |                       |                       | E.P.                  | X                     | Elim. no 10.º Episódio | Elim. no 10.º Episódio | Elim. no 10.º Episódio | Elim. no 10.º Episódio | Elim. no 10.º Episódio | Elim. no 10.º Episódio | Elim. no 10.º Episódio | Elim. no 10.º Episódio | Elim. no 10.º Episódio | Elim. no 10.º Episódio | Elim. no 10.º Episódio | Elim. no 10.º Episódio | Elim. no 10.º Episódio | Elim. no 10.º Episódio | Elim. no 10.º Episódio | Elim. no 10.º Episódio |                       |                       |                       |                       |                       |                       |                       |                       |                       |                       |                       |                       |                       |                       |                       |
| Telmo     | X | E.P. | X | X | X | X | E.V. |   | X | E.P. | X | X | E.P. | X | X | E.V. |   | X | E.P. |   | X |   |                       |                       | X                     | X                     | X                     | X                     | Elim. no 9.º Episódio | Elim. no 9.º Episódio | Elim. no 9.º Episódio | Elim. no 9.º Episódio  | Elim. no 9.º Episódio  | Elim. no 9.º Episódio  | Elim. no 9.º Episódio  | Elim. no 9.º Episódio  | Elim. no 9.º Episódio  | Elim. no 9.º Episódio  | Elim. no 9.º Episódio  | Elim. no 9.º Episódio  | Elim. no 9.º Episódio  | Elim. no 9.º Episódio  | Elim. no 9.º Episódio  | Elim. no 9.º Episódio  | Elim. no 9.º Episódio  | Elim. no 9.º Episódio  | Elim. no 9.º Episódio  |                       |                       |                       |                       |                       |                       |                       |                       |                       |                       |                       |                       |                       |                       |                       |
| Francisco | X | E.P. | X |   |   | X | E.V. |   | X | E.P. | X | X | E.P. | X | X | E.V. |   | X | E.V. |   | X |   |                       |                       | X                     | Elim. no 9.º Episódio | Elim. no 9.º Episódio | Elim. no 9.º Episódio | Elim. no 9.º Episódio | Elim. no 9.º Episódio | Elim. no 9.º Episódio | Elim. no 9.º Episódio  | Elim. no 9.º Episódio  | Elim. no 9.º Episódio  | Elim. no 9.º Episódio  | Elim. no 9.º Episódio  | Elim. no 9.º Episódio  | Elim. no 9.º Episódio  | Elim. no 9.º Episódio  | Elim. no 9.º Episódio  | Elim. no 9.º Episódio  | Elim. no 9.º Episódio  | Elim. no 9.º Episódio  | Elim. no 9.º Episódio  | Elim. no 9.º Episódio  | Elim. no 9.º Episódio  | Elim. no 9.º Episódio  |                       |                       |                       |                       |                       |                       |                       |                       |                       |                       |                       |                       |                       |                       |                       |
| Petra     | X | E.P. | X | X | X | X | E.V. |   | X | E.V. |   | X | E.V. |   | X | E.P. | X | X | E.V. |   | X |   |                       | X                     | Elim. no 8.º Episódio | Elim. no 8.º Episódio | Elim. no 8.º Episódio | Elim. no 8.º Episódio | Elim. no 8.º Episódio | Elim. no 8.º Episódio | Elim. no 8.º Episódio | Elim. no 8.º Episódio  | Elim. no 8.º Episódio  | Elim. no 8.º Episódio  | Elim. no 8.º Episódio  | Elim. no 8.º Episódio  | Elim. no 8.º Episódio  | Elim. no 8.º Episódio  | Elim. no 8.º Episódio  | Elim. no 8.º Episódio  | Elim. no 8.º Episódio  | Elim. no 8.º Episódio  | Elim. no 8.º Episódio  | Elim. no 8.º Episódio  | Elim. no 8.º Episódio  | Elim. no 8.º Episódio  | Elim. no 8.º Episódio  | Elim. no 8.º Episódio | Elim. no 8.º Episódio |                       |                       |                       |                       |                       |                       |                       |                       |                       |                       |                       |                       |                       |
| Alberto   | X | E.V. |   |   |   | X | E.P. | X | X | E.P. | X | X | E.V. | X | X | E.V. |   | X | E.P. | X |   | X | Elim. no 7.º Episódio | Elim. no 7.º Episódio | Elim. no 7.º Episódio | Elim. no 7.º Episódio | Elim. no 7.º Episódio | Elim. no 7.º Episódio | Elim. no 7.º Episódio | Elim. no 7.º Episódio | Elim. no 7.º Episódio | Elim. no 7.º Episódio  | Elim. no 7.º Episódio  | Elim. no 7.º Episódio  | Elim. no 7.º Episódio  | Elim. no 7.º Episódio  | Elim. no 7.º Episódio  | Elim. no 7.º Episódio  | Elim. no 7.º Episódio  | Elim. no 7.º Episódio  | Elim. no 7.º Episódio  | Elim. no 7.º Episódio  | Elim. no 7.º Episódio  | Elim. no 7.º Episódio  | Elim. no 7.º Episódio  | Elim. no 7.º Episódio  | Elim. no 7.º Episódio  | Elim. no 7.º Episódio | Elim. no 7.º Episódio | Elim. no 7.º Episódio |                       |                       |                       |                       |                       |                       |                       |                       |                       |                       |                       |                       |
| António   | X | E.V. |   |   |   | X | E.P. | X | X | E.V. |   | X | E.P. | X |   |      |   |   |      |   |   | X | X                     | Elim. no 5.º Episódio | Elim. no 5.º Episódio | Elim. no 5.º Episódio | Elim. no 5.º Episódio | Elim. no 5.º Episódio | Elim. no 5.º Episódio | Elim. no 5.º Episódio | Elim. no 5.º Episódio | Elim. no 5.º Episódio  | Elim. no 5.º Episódio  | Elim. no 5.º Episódio  | Elim. no 5.º Episódio  | Elim. no 5.º Episódio  | Elim. no 5.º Episódio  | Elim. no 5.º Episódio  | Elim. no 5.º Episódio  | Elim. no 5.º Episódio  | Elim. no 5.º Episódio  | Elim. no 5.º Episódio  | Elim. no 5.º Episódio  | Elim. no 5.º Episódio  | Elim. no 5.º Episódio  | Elim. no 5.º Episódio  | Elim. no 5.º Episódio  | Elim. no 5.º Episódio | Elim. no 5.º Episódio | Elim. no 5.º Episódio | Elim. no 5.º Episódio | Elim. no 5.º Episódio | Elim. no 5.º Episódio | Elim. no 5.º Episódio | Elim. no 5.º Episódio | Elim. no 5.º Episódio | Elim. no 5.º Episódio |                       |                       |                       |                       |                       |
| Gonçalo   | X | E.V. |   |   |   | X | E.P. | X | X | E.P. | X |   |      |   |   |      |   |   |      |   |   | X | Elim. no 4.º Episódio | Elim. no 4.º Episódio | Elim. no 4.º Episódio | Elim. no 4.º Episódio | Elim. no 4.º Episódio | Elim. no 4.º Episódio | Elim. no 4.º Episódio | Elim. no 4.º Episódio | Elim. no 4.º Episódio | Elim. no 4.º Episódio  | Elim. no 4.º Episódio  | Elim. no 4.º Episódio  | Elim. no 4.º Episódio  | Elim. no 4.º Episódio  | Elim. no 4.º Episódio  | Elim. no 4.º Episódio  | Elim. no 4.º Episódio  | Elim. no 4.º Episódio  | Elim. no 4.º Episódio  | Elim. no 4.º Episódio  | Elim. no 4.º Episódio  | Elim. no 4.º Episódio  | Elim. no 4.º Episódio  | Elim. no 4.º Episódio  | Elim. no 4.º Episódio  | Elim. no 4.º Episódio | Elim. no 4.º Episódio | Elim. no 4.º Episódio | Elim. no 4.º Episódio | Elim. no 4.º Episódio | Elim. no 4.º Episódio | Elim. no 4.º Episódio | Elim. no 4.º Episódio | Elim. no 4.º Episódio |                       |                       |                       |                       |                       |                       |
| Sandra    | X | E.P. | X | X |   | X | E.P. | X |   |      |   |   |      |   |   |      |   |   |      |   |   | X | X                     | Elim. no 3.º Episódio | Elim. no 3.º Episódio | Elim. no 3.º Episódio | Elim. no 3.º Episódio | Elim. no 3.º Episódio | Elim. no 3.º Episódio | Elim. no 3.º Episódio | Elim. no 3.º Episódio | Elim. no 3.º Episódio  | Elim. no 3.º Episódio  | Elim. no 3.º Episódio  | Elim. no 3.º Episódio  | Elim. no 3.º Episódio  | Elim. no 3.º Episódio  | Elim. no 3.º Episódio  | Elim. no 3.º Episódio  | Elim. no 3.º Episódio  | Elim. no 3.º Episódio  | Elim. no 3.º Episódio  | Elim. no 3.º Episódio  | Elim. no 3.º Episódio  | Elim. no 3.º Episódio  | Elim. no 3.º Episódio  | Elim. no 3.º Episódio  | Elim. no 3.º Episódio | Elim. no 3.º Episódio | Elim. no 3.º Episódio | Elim. no 3.º Episódio | Elim. no 3.º Episódio | Elim. no 3.º Episódio | Elim. no 3.º Episódio | Elim. no 3.º Episódio | Elim. no 3.º Episódio | Elim. no 3.º Episódio | Elim. no 3.º Episódio | Elim. no 3.º Episódio | Elim. no 3.º Episódio |                       |                       |
| Felícia   | X | E.P. | X | X | X |   |      |   |   |      |   |   |      |   |   |      |   |   |      |   |   | X | Elim. no 2.º Episódio | Elim. no 2.º Episódio | Elim. no 2.º Episódio | Elim. no 2.º Episódio | Elim. no 2.º Episódio | Elim. no 2.º Episódio | Elim. no 2.º Episódio | Elim. no 2.º Episódio | Elim. no 2.º Episódio | Elim. no 2.º Episódio  | Elim. no 2.º Episódio  | Elim. no 2.º Episódio  | Elim. no 2.º Episódio  | Elim. no 2.º Episódio  | Elim. no 2.º Episódio  | Elim. no 2.º Episódio  | Elim. no 2.º Episódio  | Elim. no 2.º Episódio  | Elim. no 2.º Episódio  | Elim. no 2.º Episódio  | Elim. no 2.º Episódio  | Elim. no 2.º Episódio  | Elim. no 2.º Episódio  | Elim. no 2.º Episódio  | Elim. no 2.º Episódio  | Elim. no 2.º Episódio | Elim. no 2.º Episódio | Elim. no 2.º Episódio | Elim. no 2.º Episódio | Elim. no 2.º Episódio | Elim. no 2.º Episódio | Elim. no 2.º Episódio | Elim. no 2.º Episódio | Elim. no 2.º Episódio | Elim. no 2.º Episódio | Elim. no 2.º Episódio | Elim. no 2.º Episódio | Elim. no 2.º Episódio | Elim. no 2.º Episódio | Elim. no 2.º Episódio |

Legenda: (Provas)
 CM  Prova de Caixa Mistério
 DE  Desafio em Equipa
 PE  Prova de Eliminação
 AD  Prova de Alfinete Dourado
 R  Prova de Repescagem
 DF  Prova de Duelo Final
Legenda:
 E.V.  O concorrente ficou na equipa vencedora
 E.P.  O concorrente ficou na equipa perdedora
     Imunidade
 X  Alfinete dourado (imune na próxima prova)
     Prato(s) vencedor(es)
     Entre os melhores pratos
     Não venceu a prova
 X  Entre os piores pratos (em risco de eliminação)
 X  Pior prato
 X  Desistiu da competição
     Vencedor do MasterChef
     2º Lugar no MasterChef
     3º/4º Lugar no MasterChef
Notas
- No Episódio 2, o João e a Mafalda, enquanto capitães das equipas perdedoras, tiveram possibilidade de atribuir imunidade a um elemento da equipa. Ambos se auto-imunizaram.
- No Episódio 2, a prova de eliminação foi subdividida em 3 provas diferentes. Os autores dos 3 melhores pratos da primeira prova ficariam a salvo e não teriam de participar nas restantes etapas da prova; os autores dos 3 melhores pratos da segunda prova ficariam a salvo e não teriam de participar na última etapa da prova; os autores dos 3 melhores pratos da última etapa ficariam a salvo.
- No Episódio 3, o Alberto foi imunizado durante a prova de eliminação, não tendo finalizado a mesma.
- No Episódio 4, na sequência de uma prova de conhecimento para os concorrentes em risco, a Tânia, enquanto vencedora da mesma, garantiu imunidade.
- No Episódio 5, a primeira prova foi realizada em duplas. A dupla vencedora foi a Bia e o Francisco, que asseguraram imunidade para esta semana. A pior dupla foi o Alberto e o Telmo, que obtiveram como consequência um lugar garantido na prova de eliminação.
- No Episódio 5, no início da prova de eliminação, o Francisco pediu para ceder a sua imunidade à Fernanda, substituindo-a assim na prova de eliminação. Os chef's aceitaram este pedido.
- No Episódio 6, enquanto capitão da equipa vencedora, o Francisco teve de escolher um colega de equipa para participar na prova de eliminação. O Francisco escolheu a Lucina.
- No Episódio 7, a primeira prova foi realizada em duplas.

## Prémios
O vencedor do MasterChef Portugal, irá receber um Curso de Aperfeiçoamento de Técnicas Culinárias. 
O finalista em 2º lugar terá um Curso de Especialização de Aperfeiçoamento de Técnicas de Culinário.
Os finalistas em 3º e 4º lugares irão ter um Curso Intensivo de Culinária, numa área à sua escolha.
Estas bolsas são oferecidas pelo Basque Culinary Center.